# نیس (ایرلند)
شهرنِیس (به انگلیسی: Naas) با جمعیت ۲۰٫۰۰۳ نفر در شهرستان کیلدر در کشور جمهوری ایرلند واقع شده‌است.